# 马来西亚电讯公司
马来西亚电讯公司（Telekom Malaysia，英文缩写 TM），简称马电讯，为马来西亚最大的电信公司，其歷史可以追溯到1946年。由原先的固定電話，廣播電視廣播業務的國家電信公司，現已發展為最大的固网电信业务运营商。 主要业务范围包括固網电信（家用电话）、光纖通訊、移动通信和付費電視服务。該公司認為自己是改變馬來西亞人連接，溝通和協作的方式，同時也強調創新。
總共有223萬的寬頻使用者， TM UniFi是馬來西亞首個高速宽带互联网服務，Unifi在推出后24個月內被公認為世界上最快和最低成本的宽带互联网业务之一。
鑑於馬來西亞人採用數位技術的速度，馬來西亞電訊代表著全國最大的國營公司之一，擁有超過28,000名員工，市值超過250億令吉。

## 歷史
前身为马来西亚电讯局 (Jabatan Telekom Malaysia)，于1987年私有化。1990年于马来西亚交易所上市。在2008年，马电讯同意让子公司西尔康移动通讯公司（西尔康为马来西亚最大的移动通讯公司）和移动国际业务部门脱离它，以便能够更专注于发展固话电信和光纤网络业务。现时，马来西亚电讯公司持有新加坡流动电话服务供应商第一通（MobileOne, M1）接近三成权益，为第一通的最大单一股东。
马电讯虽于1987年私有化，但马来西亚国家主权基金国库控股依然持有马电讯接近38%的股权。

## 馬來西亞電訊業務

馬來西亞電訊標誌 (2006年10月12日)

### 全球和批發
全球和批發（G&W）專注於國內和國際的批發業務 (包含連接，數據，基礎設施，語音和多媒體服務)。總部位於吉隆坡，於新加坡，香港，英國，美國和澳大利亞設有區域辦事處；在布拉格，杜拜和台灣設有代表處。在50多個國家開展業務，G&W不斷開發地面網絡，海底電纜系統和衛星連接。

馬來西亞電訊公司在吉隆坡的企業總部

### 商業
馬來西亞電訊公司企業總部設在吉隆坡。馬來西亞電訊通過兩個實體進行業務：TM企業和TM中小企業。TM企業迎合所有公司的通信和資訊及通訊技術需求，但已經開始向石油和天然氣，金融和零售三個垂直行業提供端到端融合服務的過程。TM中小企業面向中小企業，包括企業級電子郵件，檔案分享以及視訊和網路會議。

### 消費者
TM消費者服務於馬來西亞家庭和個人的溝通和娛樂需求，從提供電話服務到寬頻連現，包括WiFi和HyppTV。該業務部門提供配套和捆綁促銷活動，以交叉銷售其產品，如簽購HyppTV可獲得網路速度升級。在2014年8月，TM消費者推出了TMgo移动宽带服務。該服務可用於幾個州服務不足的地區，如吉打，馬六甲，霹靂，雪蘭莪，彭亨，登嘉樓，吉蘭丹，沙巴和砂撈越。同時也和政府合作，向全國的低收入家庭提供設備和寬頻服務。

## 馬來西亞電訊品牌

### webe digital
webe digital是一個數位服務提供商，並且作為TM的移動，數字和設計思維卓越中心。前稱為Packet One Networks，該公司於2014年10月被集團收購。

### 多媒體大學
多媒體大學於1996年通過馬來西亞電訊全資子公司大學電訊有限公司（UTSB）成立，是馬來西亞第一所私立大學。 其三個校區(馬六甲，賽城和努沙再也)共招收了18,382名學生，其中1600人是外國人。

MMU被QS.com的世界大學排名列為計算機科學與信息技術200強世界大學。 據世界諮詢研究公司（WCRC）稱，它也是亞洲最佳私立教育機構之一。 通過其商業化手段，Cnergy公司，將內部開發的產品推向行業，強調研發和企業家精神。

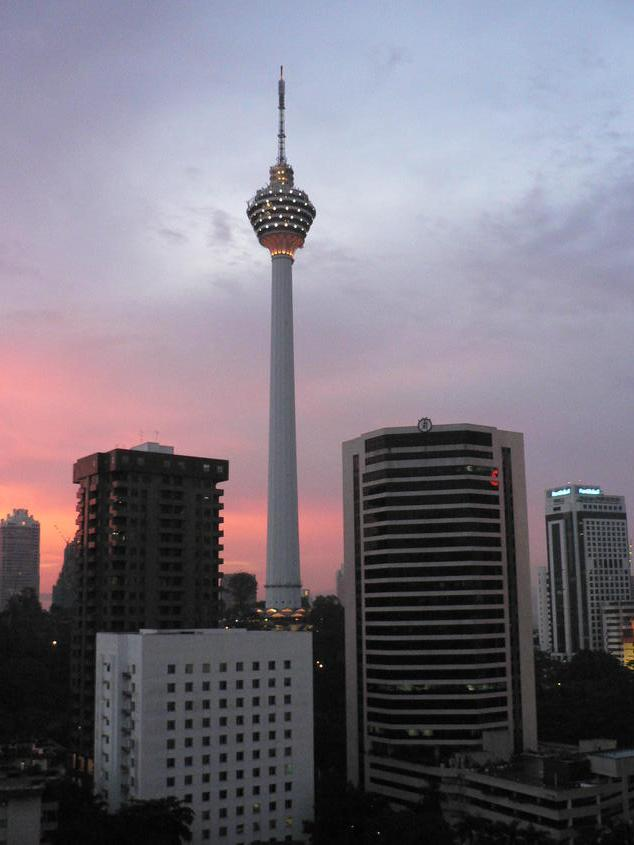
吉隆坡塔

### 多媒體學院
多媒體學院（MMC）提供多媒體和IT領域的職業課程。 其中包括在技術（電信工程），電子工程，軟件工程，商業信息系統，信息技術，創意新媒體以及管理和會計等領域認可的8個MQA承認的文憑課程。 此外，登嘉樓的校園已成為東海岸唯一提供馬來西亞技能證書課程或Program Sijil Kemahiran Malaysia（SKM）多媒體內容開發的私立學院。 截至2015年3月，SKM畢業生將能夠在文憑級別（4級）畢業。
MMC在吉隆坡，霹靂，登嘉樓，沙巴和砂拉越設有分校。全五所校區擁有1,768人的學生人數。 自1997年成立以來，MMC共生產了7067名畢業生。

### 吉隆坡塔
421米的吉隆坡塔是世界第七高的電信塔，東南亞最高的電訊塔。世界偉大的聯合會（WFGT）的成員，它可能是世界上唯一建在森林保護區內的塔。多年來，吉隆坡塔已經開展了簽約活動，如一個馬來西亞吉隆坡遺產Xplorace，吉隆坡塔挑戰賽和吉隆坡塔國際跳。該塔於1996年正式開放。

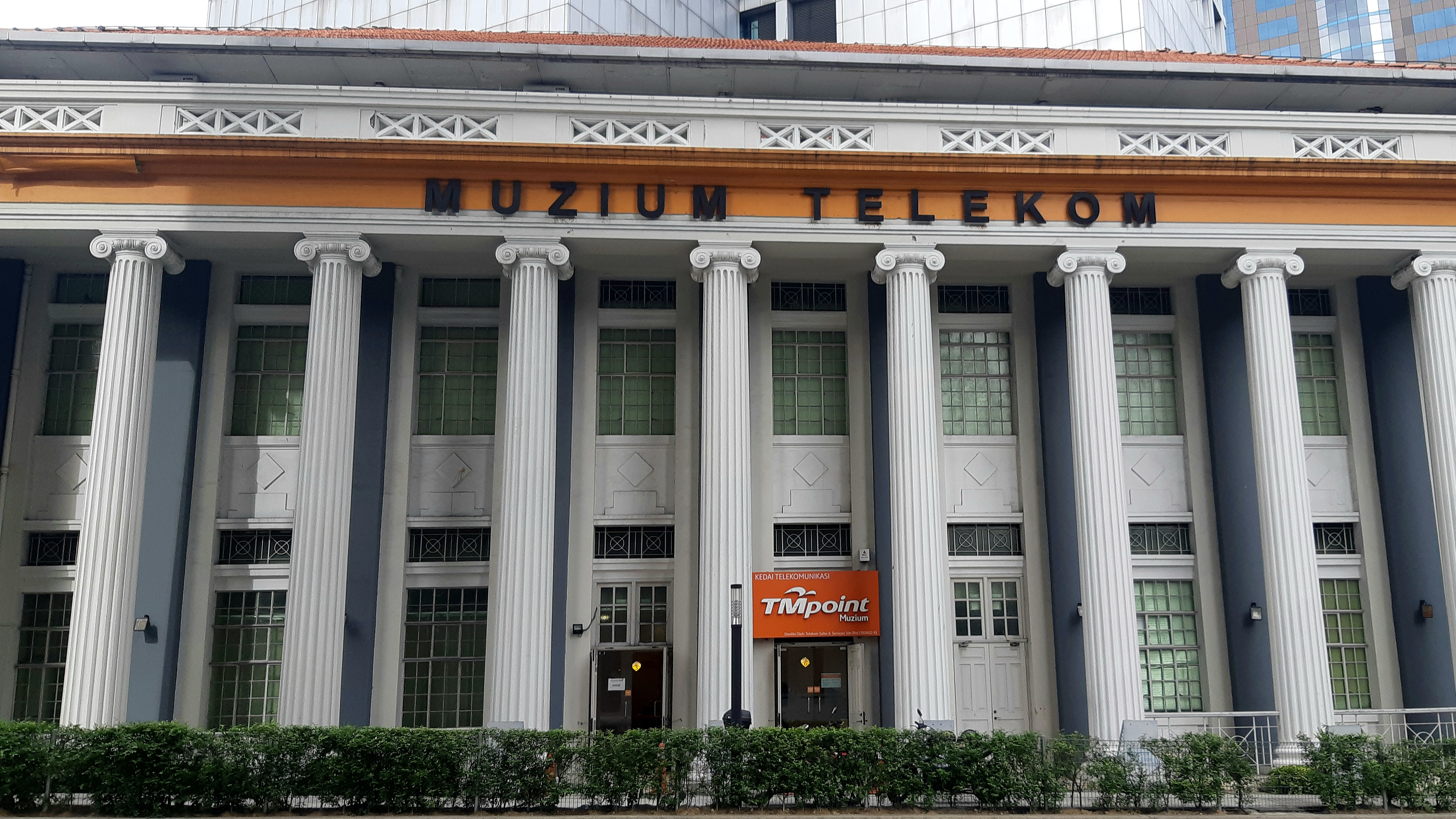
電訊博物館

### 亞羅士打塔
高度165.5米，亞羅士打電訊塔是世界第22高的電訊塔。每年，位於吉打首都亞羅士打的這座塔，吸引了數十萬來自馬來西亞，泰國，印度尼西亞新加坡遊客。

### 電訊博物館 (Telekom Museum)
這座博物館坐落在一座新古典主義建築內，建於1928年作為電話交換中心。 今天，它展示了一系列電訊設備，描繪了馬來西亞電訊業的發展。